# Jürgen Möbius
Jürgen Möbius (ur. 6 grudnia 1943 w Staßfurcie) – wschodnioniemiecki zapaśnik walczący w stylu wolnym. Dwukrotny olimpijczyk. Siódmy w Monachium 1972 i odpadł w eliminacjach w Montrealu 1976. Walczył w kategorii 48 kg.
Zajął szóste miejsce na mistrzostwach świata w 1970. Zdobył cztery medale na mistrzostwach Europy w latach 1970 - 1975.
Mistrz NRD w 1965, 1970 i w latach 1972-1975; drugi w 1966, 1968 i 1971; trzeci w 1964 i 1969 roku.